# Jamie Chung

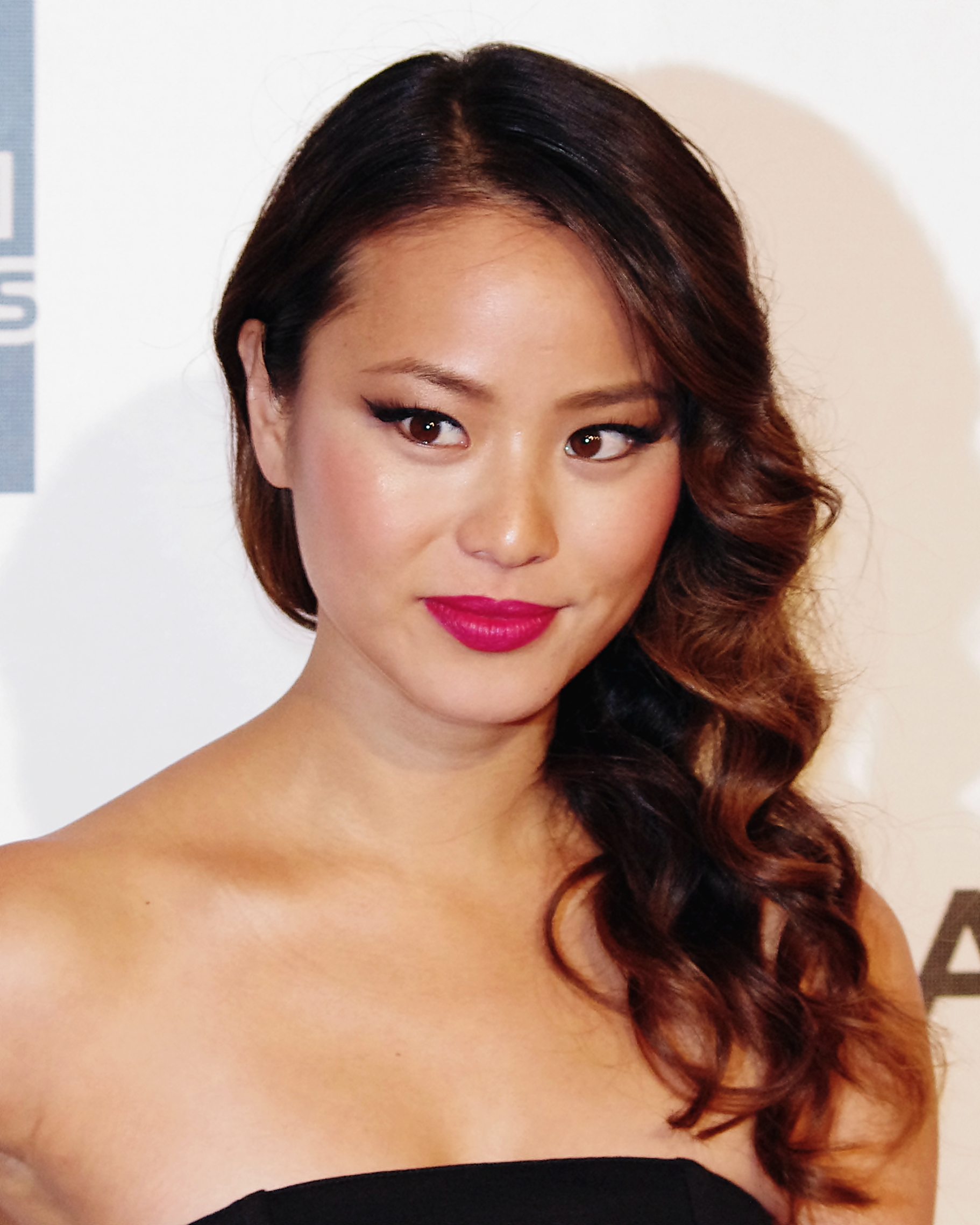
Jamie Chung (2012)

Jamie Chung (ur. 10 kwietnia 1983 w San Francisco) – amerykańska aktorka koreańskiego pochodzenia, która wystąpiła m.in. w filmach Sucker Punch, Wielka Szóstka i serialach The Gifted: Naznaczeni, Gotham.

## Życiorys
Należy do drugiego pokolenia koreańskich emigrantów. Jej rodzice w 1980 roku opuścili Koreę i przenieśli się do Kalifornii, gdzie otworzyli restaurację z hamburgerami. Jamie studiowała na Uniwersytecie Kalifornijskim w Riverside, gdzie uzyskała tytuł licencjata w dziedzinie ekonomii. Od 2013 roku mieszka na Manhattanie, gdzie zaręczyła się z Bryanem Greenbergem.
W 2015 roku wyszła za Greenberga. 24 października 2021 r. urodziła bliźnięta.

## Filmografia
- Katrina (2007) jako Ella
- Program ochrony księżniczek jako Chelsea Barnes
- Dragonball: Ewolucja jako Chichi
- Kac Vegas w Bangkoku (The Hangover Part II, 2011) jako Lauren
- Ty będziesz następna (Sorority Row, 2009) jako Claire Wen
- Sucker Punch (Sucker Punch, 2011) jako Amber
- Dawno, dawno temu (Once Upon a Time, 2012) jako Mulan
- Wielka szóstka (Big Hero 6, 2014) jako Go Go (głos)
- Gotham (2016) jako Valerie Vale
- The Gifted: Naznaczeni (The Gifted, 2017) jako Clarice Fong / Blink
- Groźne kłamstwa (Dangerous Lies, 2020) jako Julia